# Milošići-Lukavac
Milošići-Lukavac jest naselje u sastavu Grada Vrgorca u Splitsko-dalmatinskoj županiji.